# P.T. (jogo eletrônico)
P.T. (abreviação de "Playable Teaser" em inglês) é um jogo de terror psicológico em primeira pessoa, desenvolvido pela Kojima Productions e publicado pela Konami. O jogo foi dirigido e projetado por Hideo Kojima, em colaboração com o diretor de cinema Guillermo Del Toro.
P.T. foi lançado exclusivamente para o PlayStation 4 em 12 de agosto de 2014 como download gratuito na PlayStation Network e servia como um teaser interativo para o jogo Silent Hills, o próximo jogo da série Silent Hill. Posteriormente, o jogo foi cancelado pela Konami e removido da PlayStation Store. A decisão motivou diversas críticas negativas e esforços dos fãs para permitir que P.T. fosse disponibilizado para download novamente.
O jogo recebeu aclamação da crítica pela sua direção, visual, complexidade da história e sua atmosfera de terror sobrenatural, mas foi igualmente criticado e aclamado pelos seus quebra-cabeças e soluções.

## Jogabilidade

Diferente dos demais jogos da série Silent Hill, o personagem do jogador não possui meios de defesa contra o hostil fantasma Lisa (foto). Sua figura é comparada ao yūrei e o ubume no folclore japonês.

Ao contrário da perspectiva em terceira pessoa nos jogos de Silent Hill, P.T. usa uma perspectiva em primeira pessoa que é centrada em um protagonista desconhecido, que o jogador controla, que desperta em uma casa suburbana assombrada onde passa por experiências sobrenaturais. As áreas disponíveis dentro da casa para explorar consistem em um corredor em forma de L com dois quartos adjacentes: um banheiro e uma escada que leva à sala em que o jogador inicia um loop ou uma reencarnação contínua do corredor. As únicas ações que o jogador pode realizar são andar e ampliar a visão da câmera.
Para progredir, o jogador deve investigar eventos assustadores e resolver quebra-cabeças enigmáticos. Cada vez que um loop é concluído com sucesso, as mudanças aparecem no corredor. Além disso, o jogador encontra um fantasma hostil chamado Lisa. Se ela capturar o protagonista, o jogador tem uma chance aleatória de sofrer um jump scare ao girar a câmera horizontalmente e é enviado de volta ao início do loop atual.
Depois que o jogador resolve o quebra-cabeça final, um quebra-cabeça críptico que permite que o jogador escape, um trailer revela que P.T. é um "teaser jogável" para um novo jogo da série Silent Hill, chamado Silent Hills, dirigido por Hideo Kojima e Guillermo del Toro, com um protagonista interpretado por Norman Reedus.

## Enredo
P.T. é centrado em um protagonista sem nome que desperta em uma sala de concreto e abre uma porta para um corredor assombrado, no qual ele só pode caminhar por ele e que continuamente entra em loop tendo algumas redecorações no cenário. A primeira vez que ele passa pelo corredor, um rádio informa sobre um familicídio, que foi cometido pelo pai da própria família, e mais tarde menciona outros dois casos exatamente como este, enquanto o rádio emite outras mensagens em várias línguas, incluindo uma mensagem sueca referenciando The War of the Worlds, um drama de rádio de 1938.
O protagonista logo encontra uma aparição feminina hostil e instável, presumivelmente chamada Lisa, e ao entrar no banheiro e ser trancado, ele obtém uma lanterna e encontra uma criatura que se assemelha a um feto subdesenvolvido na pia. Ele sai do banheiro, mas descobre que a aparição está olhando para ele. Se o protagonista é atacado pelo fantasma, ele desperta na primeira sala do jogo, começando o loop novamente, mas é possível evitá-la completamente. Na sala, um saco de papel ensanguentado narra uma experiência perturbadora, e revela as mesmas palavras que o jogador vê quando começam o jogo - "Cuidado. A abertura na porta... é uma realidade separada. O único eu sou eu. Você tem certeza de que só você é você?"
Os próximos loops apresentam um refrigerador pendurado no teto, vazando sangue, enquanto o som de um bebê chorando pode ser ouvido. Isso acontece várias vezes, cada vez mais grave do que a anterior. À medida que transita pelo mesmo corredor, as lâmpadas ficam completamente vermelhas, a visão do jogador fica borrada e o personagem se move anormalmente rápido, com um conjunto de ilusões perturbadoras. Eventualmente, o protagonista ouve os sons de um assassinato que está sendo cometido no banheiro por um cano. Quando a porta do banheiro se abre sozinha, o protagonista entra e a criatura do feto se dirige ao protagonista, revelando que dez meses antes, ele perdeu o emprego e voltou-se para o alcoolismo, com sua esposa conseguindo um cargo de caixa a tempo parcial de um gerente que era sexualmente atraída por ela. O corredor então se corrige e o protagonista eventualmente fica preso. Enquanto tenta escapar, a mesma voz do "Saco de Papel" emite repetidamente os números "204863" e a perspectiva do jogador se distorce, antes que o jogo exiba um falso aviso de crash.
Ao reiniciar, o protagonista desperta na sala de começo. O protagonista continua o loop apenas com a lanterna como fonte de luz. O jogador então descobre os pedaços rasgados de uma fotografia, espalhados por todo o corredor e os reorganiza em sua moldura. Depois que a imagem é completada e um conjunto de tarefas são feitas, um telefone toca e a voz do rádio diz "Você foi escolhido." O protagonista vê a porta se destrancar e sai do edifício.
Na cena subsequente, a voz no rádio fala sobre ter tido uma vida normal até que seu pai o matou juntamente com toda sua família sem qualquer traço de criatividade; Ele então manifesta sua intenção de retornar com seus "brinquedos novos". O protagonista sai para as ruas de uma cidade deserta (aparentemente Silent Hill) e revela-se como sendo interpretado pelo Norman Reedus. Por fim, os créditos finais revelam a natureza do teaser interativo.

## Desenvolvimento

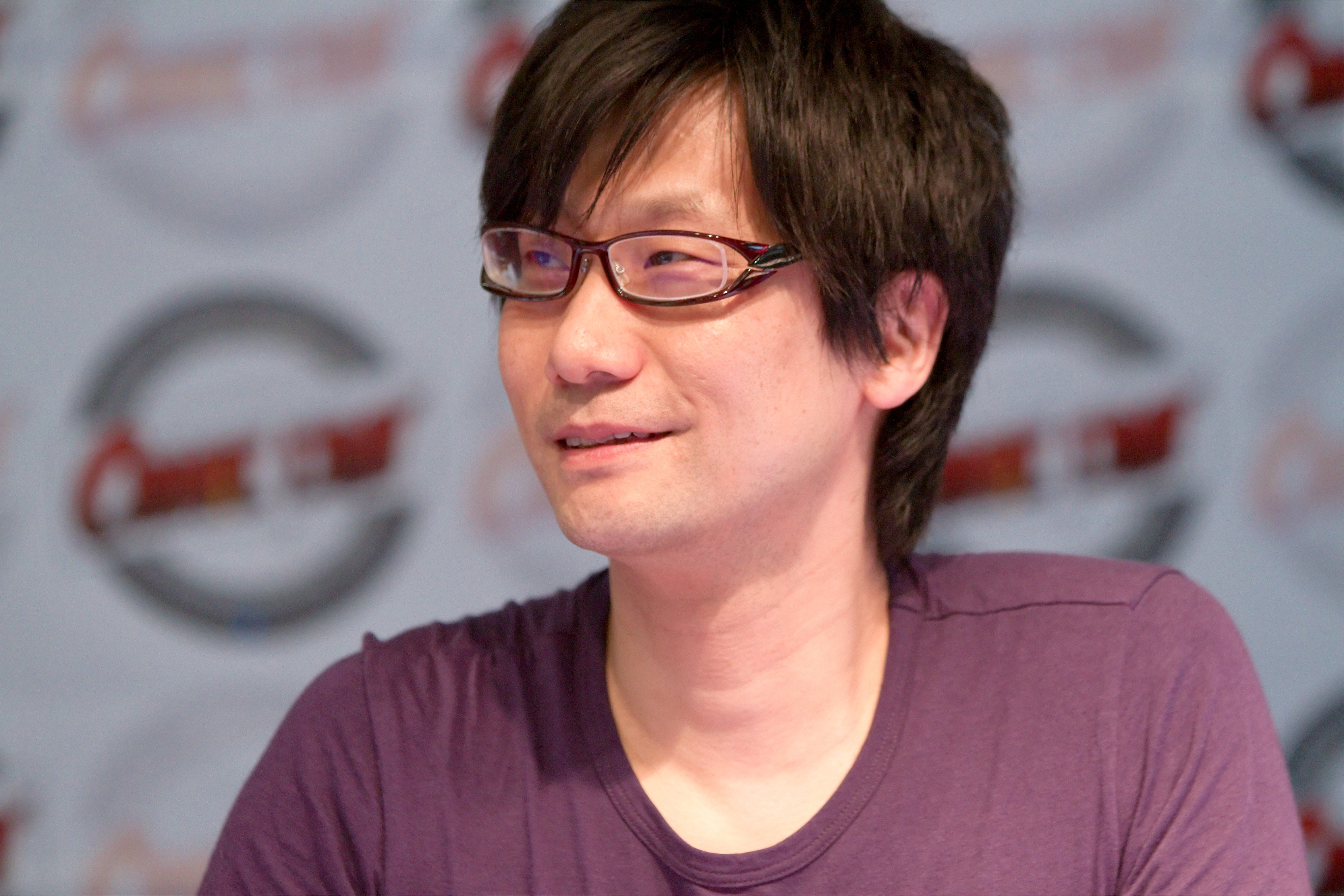
Hideo Kojima, o diretor de P.T.

A Kojima Productions usou seu motor de jogo, o Fox Engine, para desenvolver P.T.. A intenção de Hideo Kojima quando criou o P.T. foi para assustar as pessoas de uma maneira única, bem como para entregar um teaser que fosse uma experiência interativa ao invés de lançar trailers e capturas de tela de Silent Hills.

### Projeto
P.T. foi projetado para que os jogadores levassem pelo menos uma semana para completá-lo, e Kojima queria que os quebra-cabeças fossem muito enigmáticos e difíceis. Apesar disso, alguns jogadores conseguiram terminar o jogo algumas horas após o lançamento, surpreendendo-o. Kojima também pretendia que o P.T. fosse um mistério, a fim de torná-lo uma experiência mais assustadora. Há pouca informação, se não enigmática, dada no jogo sobre os eventos que ocorrem, e há poucas pistas sobre como resolver os quebra-cabeças. Ele escolheu um corredor como o cenário em oposição a "uma ruína" porque queria que o provocador afetasse emocionalmente o jogador, independentemente do "plano de fundo cultural". Kojima planejou que P.T. e Silent Hills não tivessem nenhuma relação canônica e direta, e que Silent Hills teria sido reforçado por elementos que nunca foram apresentados em P.T.. Ele baseou o conceito de P.T. em filmes de terror e outros meios de comunicação que ele achava assustadores. Ao criar o jogo, Kojima se absteve de usar violência gráfica para criar suspense, já que ele sentia que muitos jogos de terror dependem disso. Ele queria provocar um tipo de medo mais "genuíno, pensativo e permeante".

## Lançamento
P.T. foi anunciado na Gamescom de 2014 como uma demonstração para um jogo de terror misterioso. Foi lançado em 12 de agosto de 2014, na PlayStation Network. Ao invés de anunciar formalmente um novo jogo da série Silent Hill, o diretor Hideo Kojima decidiu lançar P.T. como uma demo feita por um estúdio de jogos inexistente chamado 7780s Studio. Em setembro de 2014, a Sony anunciou durante a sua conferência de imprensa na pré-Tokyo Game Show que P.T. tinha sido baixado mais de um milhão de vezes.

## Recepção
A qualidade foto-realística é singular, o atormentador corredor de P.T é calmo por estar em um lugar familiar e emocionalmente desarmante. Estamos todos em um corredor assim. Nós todos nos perguntamos se teria algo quando estávamos virando a esquina. Em P.T., tem.

— Patrick Kepler do Kotaku
Erik Kain da Forbes apreciou o jogo pela sua ansiedade e indução de terror, escrevendo que isto sucedeu o marketing para o futuro Silent Hills. David Houghton da GamesRadar elogiou-o pelo seu imersivo e bem-executado terror e por como a dificuldade do jogo criava discussões online: "Ao se espalhar pelo mundo real, forçando soluções por meio de boatos, sussurros na Internet e lógicas desesperada, tornando-se sua própria lenda urbana". Jeffrey Matulef do Eurogamer escreveu que, por sua ênfase em "efeitos sonoros, design visual, coreografia e dificuldade de decifrar colocações inimigas" sobre o progresso tradicional, o jogo se tornou imersivo e aterrorizante. No entanto, os quebra-cabeças em P.T. foram alvo de críticas. Klepek explorou os quebra-cabeças, descrevendo-os como um "exercício de frustração". Matthew Reynolds do Digital Spy escreveu que o quebra-cabeça final era uma "fonte de frustração" que não possuía uma solução clara. Em contraste, Matulaf afirmou que, enquanto os quebra-cabeças variaram em inteligência e dificuldade, eles adicionaram no terror do jogo por ser emocionalmente "desconfortável".
P.T. também foi colocado em algumas listas como um dos "melhores" de 2014. A GameSpot o premiou como o "Jogo do Mês" em agosto de 2014. Marty Sliva da IGN escolheu P.T. como uma menção honrosa na sua lista dos melhores trailers de jogos do ano, descrevendo-o como "um dos jogos mais interessantes, lindos e terríveis" que ele jogou naquele ano. Outro crítico da IGN, Lucy O'Brien, descreveu o jogo como "a experiência interativa mais genuinamente assustadora nos últimos anos", tornando-a sua escolha para o jogo do ano. O Giant Bomb deu o prêmio de Melhor Jogo de Terror do Ano para P.T., dizendo que "P.T. nos lembrou o que acontece quando recursos ilimitados são lançados em uma experiência de terror." P.T. ganhou na categoria de "Jogo Mais Assustador" no Bloody Disgusting FEAR Awards. O jogo também ganhou por Inovação em Tecnologia de Jogo na National Academy of Video Game Trade Reviewers (NAVGTR) Awards. O Polygon classificou-o como o décimo melhor jogo do ano, e a equipe da Slant Magazine classificou como o oitavo melhor videogame do ano. Patrick Klepek do Kotaku originalmente listou o jogo como o número um em uma lista dos dez melhores jogos de terror facilmente disponíveis em 13 de fevereiro, descrevendo-o como "o novo rei do terror". Porém, o jogo foi substituído por Amnesia: The Dark Descent como primeiro colocado quando Silent Hills foi cancelado e P.T. removido.

## Temas e análises

Danielle Riendeau da Polygon comparou o feto de P.T. na pia (foto) com o bebê deformado no filme Eraserhead (1977) de David Lynch.

Os críticos identificaram vários temas em P.T. De acordo com Jeffrey Matulef da Eurogamer, o tema principal do jogo é a "angústia mental cíclica", apoiada pela natureza obscura e confusa dos quebra-cabeças. Danielle Riendeau do Polygon escreveu que P.T. utiliza dois temas principais da série Silent Hill, "um sentimento de trauma familiar e violência doméstica e a dualidade do 'mundo real' e do mundo do pesadelo." Ela também sugeriu que tanto P.T. quanto o filme Eraserhead compartilham o mesmo conteúdo temático, escrevendo que ambos incluíam um bebê deformado chorando e que o protagonista do filme viajou da realidade para um mundo aterrorizante.
O corredor sem fim do P.T. tem sido fonte de discussões e críticas. Rob Crossley do GameSpot escreveu que o jogo induz uma "leve claustrofobia" e "uma familiaridade com o seu entorno". Ele observou que enquanto o comprimento da primeira parte do corredor é trabalhado para criar tensão, o projeto da segunda parte intencionalmente impede o jogador de ser capaz de manter tudo em seu campo de visão, fazendo-o se sentir vulnerável. David Houghton da GamesRadar descreveu o corredor em loop como "o canal para tudo o que ele constrói", também afirmando que "preenche essa estrutura com um loop ininterrupto de 'terror' ... toda vez que você sai é um alívio monumental e cada instância simultânea de retorno [ao corredor] é um momento de pressentimento primordial de como as coisas podem, e quase certamente irão aumentar, agravadas pelo conhecimento das iterações aparentemente inumeráveis anteriores. Houghton sentiu que o jogo entendia como evocar o terror trabalhando "dentro do reino da psicologia". O Polygon citou um jogador que disse que "o maior trunfo de P.T é seu corredor em loop", elaborando que não só invoca medo, mas também "curiosidade, ou desejo de saber o que vai acontecer em seguida". Matulef disse que o ambiente claustrofóbico e repetitivo exibido no jogo pode hipnotizar o jogador em uma sensação de vulnerabilidade.
A maioria do que é dito e representado no jogo é aberto à interpretação, levando os fãs a desenvolver e discutir teorias sobre a natureza dos eventos que ocorrem no jogo. Os Let's Players Voidburger e Bob opinaram que a natureza aberta do jogo é um dos seus maiores aspectos. Eles também disseram que pode haver algo no jogo que ainda não foi descoberto, notando as luzes coloridas como algo que ainda não tinham encontrado, e também sentiram que o jogo insinuava que o rádio pode ser o principal culpado por trás do assassinato cometido pai. O jogo também continha uma linha sueca na rádio descrevendo um drama de rádio de 1938 sendo, na verdade, o que os gamers sugeriram tratar-se de uma referência para a adaptação de rádio de The War of the Worlds por Orson Welles. Esta possível referência a invasões alienígenas foi observada como uma continuação de uma tradição de Silent Hill de ter finais secretos que incluíam alienígenas. Outra teoria comumente discutida é a revelação da identidade do personagem do jogador. O feto falando com o personagem do jogador sobre seus momentos lembrando "dez meses antes" parece implicar que ele é o pai que matou Lisa e as crianças, embora Voidburger e Bob acreditem que o personagem do jogador pode ser o protagonista que estaria em Silent Hills, como mostrado no trailer após o término do P.T. 

## Descrição da mídia
P.T. fica por conta própria. É uma novela ou um conto, não um capítulo de um longo trabalho. É algo que realmente não existia antes nos jogos eletrônicos.

— Christopher Grant do Polygon
Os jornalistas expressaram confusão a respeito do jogo ser descrito como um teaser, um jogo ou uma demonstração. Apesar do debate, o jogo ganhou prêmios de melhor trailer ao mesmo tempo em que foi premiado como o jogo do mês e melhor jogo de terror em diversas premiações anuais. Enquanto P.T. foi nomeado como uma menção honrosa para melhor trailer, Marty Sliva da IGN sentiu que P.T. foi mais um "filme experimental interativo/jogo de puzzle". "Demonstração" tem sido uma das descrições mais comuns, embora o GameSpot tenha sido relutante em categorizá-lo como tal. Apesar de ser comumente conhecido como a demo de Silent Hills, não houve nenhuma evidência de que ele fosse uma parte de Silent Hills além da revelação do trailer e título após o final do jogo. O próprio Hideo Kojima explicou que não era uma demonstração de Silent Hills e o descreveu como um "teaser" em um tweet.
Christopher Grant do Polygon comparou P.T. com o caso dos curtas animados da Pixar sendo mostrados antes da exibição dos seus longas-metragens.

## Legado
Após a notícia do cancelamento de Silent Hills, foi anunciado que P.T. seria removido da PlayStation Network no dia 29 de abril de 2015. Originalmente foi relatado que a demonstração poderia ser re-baixada, porém em maio de 2015 tal opção não estava mais disponível na PlayStation Store. O cancelamento do jogo gerou várias críticas à Konami. Patrick Klepek do Kotaku declarou: "É bom que a Konami não queira fazer Silent Hills", mas que a remoção de P.T. está errada uma vez que a demonstração tinha se tornado parte da cultura do jogo. Nick Robinson do Polygon descreveu a remoção da Konami como a "decisão mais irresponsável e covarde possível", mas que a indisponibilidade subsequente também tinha feito da demo "um dos jogos os mais frescos e mais fascinantes na história de nosso meio."  Após o cancelamento, consoles de PlayStation 4 que tinham P.T. instalados começaram a ser vendidos no eBay por mais de US$ 1000; Mais tarde o eBay baniu esses leilões. O incidente foi comparado à venda em massa de iPhones contendo Flappy Bird após a exclusão desse jogo da App Store do iOS. Guillermo del Toro, futuro diretor de Silent Hills, comentou sobre a popularidade de P.T., especulando que havia pessoas que ainda têm uma paixão pela série Silent Hill.
P.T. foi aludido em outros jogos. A antagonista, Lisa, fez uma ponta em outro jogo dirigido por Kojima, Metal Gear Solid V: The Phantom Pain. Além disso, o jogo survival horror em primeira pessoa, Allison Road, foi fortemente inspirado em P.T.. Allison Road é situado em uma residência assombrada no Reino Unido e apresenta um protagonista masculino que tenta desvendar o mistério por trás de sua família desaparecida durante cinco noites. Na demonstração, alguns grafites de parede fazem uma alusão direta a P.T. repetindo uma declaração feita no jogo. The Park, um jogo derivado de The Secret World, tem uma sequência inteiramente inspirada em P.T.. O jogo de terror Layers of Fear também foi fortemente inspirado em P.T..
Em fevereiro de 2016, um canal do YouTube conhecido como "Oddest of the Odd", lançou um curta-metragem intitulado "Silent Hills P.T. na vida real". O filme extrai fortemente o  seu material de origem, como um protagonista invisível explorando em loop dois andares de um corredor na perspectiva da câmera em primeira pessoa. O curta-metragem foi apresentado pela IGN que o descreveu como "incrível", enquanto Alexander Pan do GameRant descreveu o vídeo como sendo "completo como a demo e possuindo bastante conteúdo perturbador e uma atmosfera misteriosa".
Resident Evil 7: Biohazard também foi comparado com P.T. durante o seu anúncio na E3 2016, em parte graças à demonstração da primeira hora do jogo, a câmera em primeira pessoa e os gráficos foto-realistas. Jordan Amaro, o designer de níveis de Silent Hills foi responsável pela criação do design e das configurações de Resident Evil 7.